# Зволенский замок
Зволенский замок (словац. Zvolenský zámok) — замок в центре Зволена, Словакия. Входит в список национальных памятников культуры Словакии.

## История
Построен Людовиком I Великим в 1360—1362 годах по проекту итальянских архитекторов. Готическая архитектура замка основана на облике итальянских замков 14 века. Во время реконструкции в 1548 году в стиле ренессанс итальянские каменщики черпали вдохновение в моделях своей родины. В XVI—XVI веке расширялся и перестраивался. Во время Освободительной войны 1703-1711 г.г. в Венгрии замок был взят куруцами. В 1784 году замок снова перестроили, на этот раз в первую очередь часовню в стиле барокко. Зубчатый аттик, разрушенный во время перестройки в стиле барокко, был восстановлен в ходе ремонтных работ 1894-1906 г.г. Здание сильно пострадало во время Второй мировой войны. Только длительная и дорогостоящая реставрация между 1956 и 1969 годами позволила снова использовать его в качестве музея. В настоящее время в замке располагается Словацкая национальная галерея с картинами Рубенса, Паоло Веронезе и Уильяма Хогарта, а также известная чайная комната.